# Innsbruck
Innsbruck (tiroli nyelvjárás szerint: Innschprugg, latinul: Dispruch) Ausztria Tirol tartományának székhelye. Innsbruck Absam, Aldrans, Ampass, Götzens, Lans, Mutters, Natters, Rum, Scharnitz, Schönberg im Stubaital, Thaur, Zirl, Völs, Patsch, Seefeld in Tirol és Innsbrucki járás községekkel határos.

## Fekvése
Innsbruck az északi szélesség 47° 16' keleti hosszúság 11° 23' fokánál helyezkedik el, az ausztriai Tirol tartomány székhelye. Az Alpok hegyláncai között, az Inn folyó partján fekszik. Nevét is innen kapta ("Inn hídja"). Több országhatárhoz is közel található. Közúton Olaszországtól kevesebb mint 40 km, a német határtól 32 km, Svájctól is alig 110 km. Autópályán juthatunk el Innsbruckból Münchenbe, Salzburgba, Veronába, Bregenzbe.

## Éghajlata
| Hónap                         | Jan. | Feb. | Már. | Ápr. | Máj. | Jún. | Júl. | Aug. | Szep. | Okt. | Nov. | Dec. | Év   |
| ----------------------------- | ---- | ---- | ---- | ---- | ---- | ---- | ---- | ---- | ----- | ---- | ---- | ---- | ---- |
| Átlagos max. hőmérséklet (°C) | 3,5  | 6,3  | 11,3 | 14,8 | 20,3 | 22,6 | 24,7 | 24,4 | 20,8  | 15,8 | 8,2  | 3,7  | 14,7 |
| Átlagos min. hőmérséklet (°C) | −5,2 | −3,7 | 0,2  | 3,4  | 7,8  | 10,8 | 12,8 | 12,7 | 9,3   | 4,8  | −0,5 | −4,2 | 4,1  |
| Átl. csapadékmennyiség (mm)   | 44   | 41   | 56   | 58   | 87   | 110  | 137  | 111  | 78    | 57   | 63   | 53   | 895  |
| Havi napsütéses órák száma    | 94   | 120  | 154  | 168  | 193  | 186  | 215  | 214  | 180   | 159  | 102  | 83   | 1868 |
| Forrás:                       |      |      |      |      |      |      |      |      |       |      |      |      |      |

## Története
Innsbruck területe ősidőktől fogva lakott, a só és a környéken fellelhető réz csábította letelepedésre az embereket. A Római Birodalomban fontos település volt itt, Oenipontum néven. A mai Innsbruck alapítása 1180-ban történt, amikor Andechs gróf irányítása alatt várat építettek bástyafalakkal, sőt egy pénzverdét is létrehoztak. Kedvező közlekedésföldrajzi adottságainak köszönhetően a város gyorsan és igen látványosan fejlődött, a 13. század végétől Európában az elsők között banki szolgáltatásokat is igénybe lehetett venni.
1363-tól Tirol Habsburg fennhatóság alá került, 1420-ban tartományi székhellyé vált. Innsbruck császári székhely is volt egy ideig, I. Ferdinánd és utóda, I. Miksa uralkodása idején. 1234-ben nyert városi jogokat. Tirolnak Ausztriával való egyesíttetése után a tiroli fejedelmeknek volt a székhelye 1665-ig.
Az 1805-ös pozsonyi békeszerződés Tirolt a Napóleon által kreált Bajor Királyságnak adta. 1809-ben a franciák a bajorokkal több ízben elfoglalták, de a tiroli felkelők mindannyiszor elűzték őket.  Különösen heves küzdelmek folytak az Innen átvezető fahídért, amelynek helyébe 1871-1872-ben új vashidat építettek. Az 1809-es schönbrunni békekötés után Ausztria magára hagyta a felkelőket, a bajorok megszállták Tirolt, Ausztria 1813-ban visszafoglalta, 1815-ben a bécsi kongresszus ezt megerősítette.
A második világháború után a francia megszállási zóna része lett a terület.
1988-ban II. János Pál pápa a városban tartott szentmisét.

## Gazdaság
2004-es adatok szerint Innsbruckban 7392 vállalkozás működött. Ebből 124 volt olyan, amely 100-nál több alkalmazottat foglalkoztatott, a 100 fősnél nagyobb cégek közül 41 vállalatnál 200-nál is több a munkavállalók száma. A vállalkozások összesen 85 457 dolgozót foglalkoztattak 2004-ben.
A foglalkoztatottak számát tekintve a legtöbben (24,5%) a kereskedelemben dolgoznak. Ezt követik a kisiparosok, majd az ipari foglalkoztatottak. A rangsorban a 4. helyen az idegenforgalom áll 11,3%-kal.
A munkanélküliség aránya a teljes lakosságban éves átlagban 5,0%, a betöltetlen állásokra vetített aránya pedig 6,9%. Összehasonlításképpen: a 244 EU-régió között a nyolcadik helyen áll.
Innsbruck mindig is fontos gazdasági tényező volt Európában. Kedvező fekvésének köszönhetően kereskedelmi központtá vált. A város gazdasági fejlődésében mérföldkőnek számít az egyetem alapítása, a csatlakozás az országos vasúthálózathoz és az Innsbrucki repülőtér megépítése.

## Oktatás
- Leopold-Ferenc Egyetem
- MCI Management Center
- Orvostudományi egyetem

## Kultúra
Innsbruck kultúrája igen sokszínű. Rengeteg barokk és katolikus templom van.

### Színházak
- Tiroli állami színház
- Városi színház
- Pinceszínház

### Múzeumok

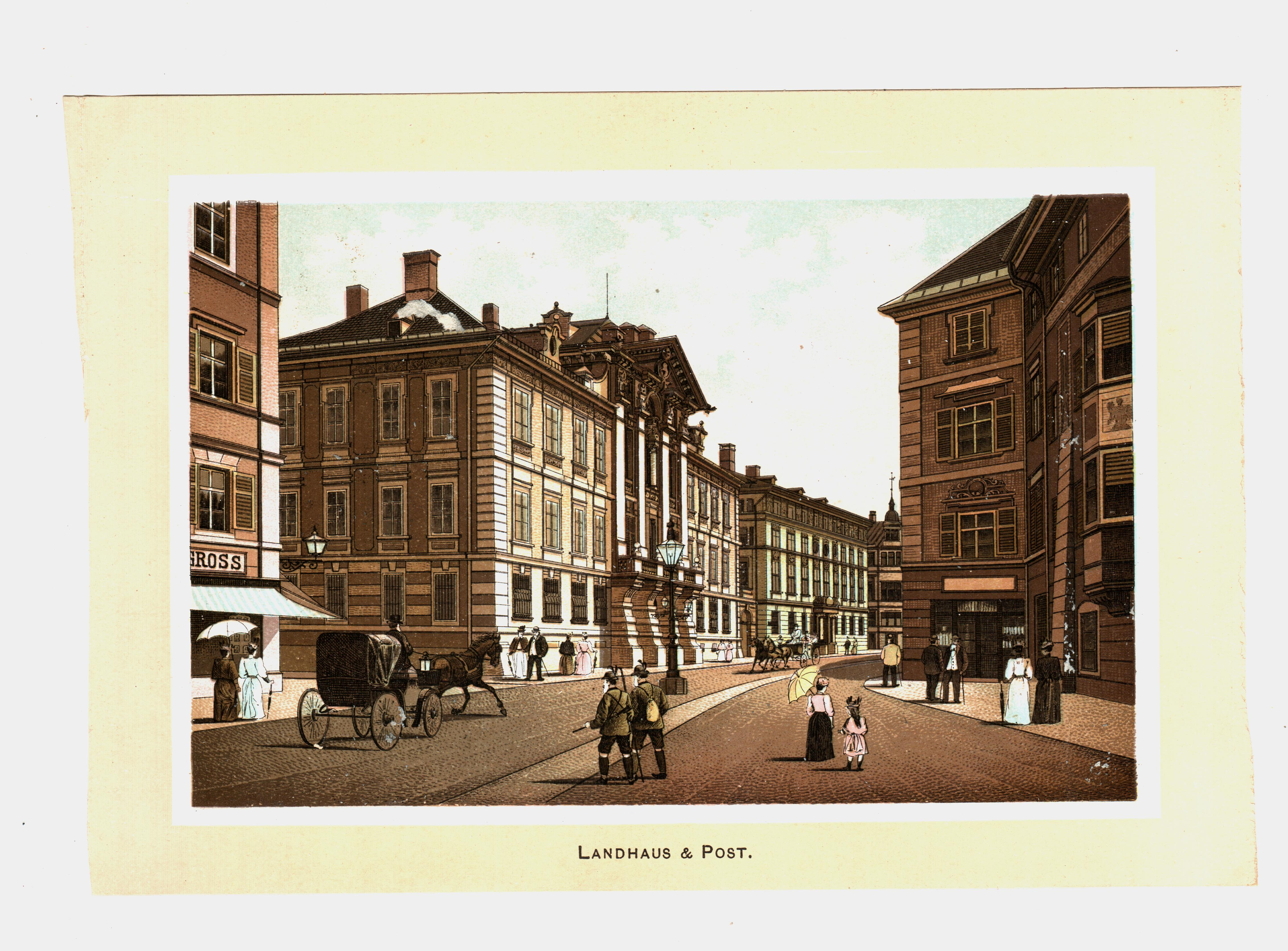
Landhaus a 19. század végén

- Innsbrucki Hofburg (Freskó Buda elfoglalásáról)
- Hofkirche (a híres uralkodói bronzszobrokkal)
- Óriás körképfestmény
- Ambras kastély
- Tiroli állami múzeum
- Tiroli néprajzi múzeum
- Tiroli vasúti múzeum (vasúti és villamosmúzeum)
- Tiroli Császári Vadászmúzeum

### Művelődési házak
- Bierstindl vendégház
- Innsbrucki Üvegház

## Sport
- 1964-ben és 1976-ban téli olimpia színhelye volt.
- 1984-ben és 1988-ban a téli paralimpia színhelye volt.
- 2008-ban a város volt az egyik helyszíne a labdarúgó Európa-bajnokságnak.
- 2012 januárjában itt rendezik az első téli ifjúsági olimpiai játékokat.[2]
- 2018-ban itt rendezték az országútikerékpár-világbajnokságot.

### Sportegyesületek
- SV Innsbruck Bergisel (síugrás)
- SVO Handball Innsbruck (női kézilabdacsapat)
- FC Wacker Tirol (futball)
- Sportverein Innsbruck (futball)
- HC TWK Innsbruck (jégkorong)
- Inzingvolley (röplabda)
- Hypo Tirol (röplabda)
- Swarco Raiders Tirol (amerikai futball)
- Rugby Club Innsbruck (rögbi)
- Wasserball Club Tirol (vízilabda)
- Union Handball Innsbruck Tirol tv (női kézilabda)

## Partnervárosai
- Freiburg im Breisgau, Németország (1963)
- Grenoble, Franciaország (1963)
- Szarajevó, Bosznia-Hercegovina (1980)
- Aalborg, Dánia (1982)
- Tbiliszi, Grúzia (1982)
- Székesfehérvár, Magyarország (1992)
- New Orleans, USA (1995)
- Krakkó, Lengyelország (1998)